# Liste der Monuments historiques in Bellenot-sous-Pouilly
Die Liste der Monuments historiques in Bellenot-sous-Pouilly führt die Monuments historiques in der französischen Gemeinde Bellenot-sous-Pouilly auf.

## Liste der Immobilien
| Bezeichnung      | Beschreibung               | Standort               | Kennzeichnung | Schutzstatus | Datum | Bild           |
| ---------------- | -------------------------- | ---------------------- | ------------- | ------------ | ----- | -------------- |
| Kirche St-Martin | Kirchturm, 13. Jahrhundert | Rue de l’Eglise (Lage) | PA00112133    | Inscrit      | 1925  | weitere Bilder |

## Liste der Objekte
| Bezeichnung | Beschreibung               | Standort                       | Kennzeichnung | Schutzstatus | Datum | Bild |
| ----------- | -------------------------- | ------------------------------ | ------------- | ------------ | ----- | ---- |
| Pietà       | Kalkstein, 16. Jahrhundert | in der Kirche St-Martin (Lage) | PM21000294    | Classé       | 1960  |      |